# Lauren Murray
Lauren Murray (* 1990 in London) ist eine britische Sängerin. Bekanntheit erlangte sie 2015 durch die Teilnahme an der britischen Version der Castingshow The X Factor, in der sie den vierten Platz belegte.

## Leben und Karriere

### Leben
Lauren Murray wurde 1990 in London, wo sie auch aufwuchs, geboren. Im Alter von acht Jahren begann sie mit dem Singen, im Jahr 2001 starb ihr Vater. Vor der Teilnahme an der zwölften Staffel von The X Factor UK arbeitete sie als Zahnarzthelferin.

### Kollaboration mit Lonely
Am 14. Februar 2014 veröffentlichte Murray ihre Debütsingle Lala Land, eine Kollaboration mit der Gruppe Lonely.

### X Factor 2015
Im August 2015 wurde die erste sogenannte Audition der Sängerin ausgestrahlt, in der sie Somebody Else’s Guy von Jocelyn Brown sang. Sie qualifizierte sich für das Bootcamp und erreichte die Live Shows. Ihre Mentorin ist Rita Ora. 
Sie platzierte sich mit der Cover-Version des Liedes You Don’t Own Me von Lesley Gore auf dem 14. Platz der britischen iTunes-Charts.

#### Auftritte
| Live Show (Datum der Erstausstrahlung) | Motto                          | Lied                  | Interpret             | Platzierung                    |
| -------------------------------------- | ------------------------------ | --------------------- | --------------------- | ------------------------------ |
| Live Show 1 (31. Oktober 2015)         | „This is Me“                   | I’m Every Woman       | Whitney Houston       | Für nächste Runde qualifiziert |
| Live Show 2 (7. November 2015)         | „Reinvention“                  | Hold Back the River   | James Bay             | Für nächste Runde qualifiziert |
| Live Show 3 (14. November 2015)        | „Movie Week“                   | One Last Time         | Ariana Grande         | Für nächste Runde qualifiziert |
| Live Show 4 (21. November 2015)        | „Love & Heartbreak“            | We Belong Together    | Mariah Carey          | Für nächste Runde qualifiziert |
| Live Show 5 (28. November 2015)        | „Jukebox“                      | Firestone             | Kygo & Conrad Sewell  | Platz 4 von 5                  |
| Live Show 5 (28. November 2015)        | „Judges’ choice“               | You Don’t Own Me      | Lesley Gore           | Platz 4 von 5                  |
| Live Show 5 (29. November 2015)        | Sing Offs                      | Vision of Love        | Mariah Carey          | Für nächste Runde qualifiziert |
| Live Show 6 (5. Dezember 2015)         | „Songs to Get Me to the Final“ | Runnin' (Lose It All) | Naughty Boy & Beyoncé | Platz 4 von 4                  |
| Live Show 6 (5. Dezember 2015)         | „Songs to Get Me to the Final“ | Best of My Love       | The Emotions          | Platz 4 von 4                  |
| Live Show 6 (6. Dezember 2015)         | Sing Offs                      | Fight Song            | Rachel Platten        | Ausgeschieden                  |